# Cassephyra ultimata
Cassephyra ultimata là một loài bướm đêm trong họ Geometridae.